# Женщины против мужчин: Крымские каникулы
«Женщины против мужчин. Крымские каникулы» — российский комедийный фильм режиссёра Леонида Марголина, продолжение комедии 2015 года «Женщины против мужчин» о противостоянии трёх семейных пар.

## Сюжет
Отправиться в отпуск сразу после развода — довольно заманчивая идея. Особенно, если за компанию можно прихватить двух своих лучших приятелей. Но, когда в том же отеле встречаешь свою бывшую жену-красавицу, то это к неприятностям. А если экс-супруга оказывается там же с двумя своими лучшими подругами, которые к тому же являются бывшими жёнами твоих друзей, — то лёгкая месть за старые обиды превращается в увлекательную «войну» и незабываемые приключения.

## В ролях
| Актёр               | Роль                               |
| ------------------- | ---------------------------------- |
| Роман Юнусов        | Максим                             |
| Денис Косяков       | Вадим                              |
| Александр Головин   | Константин                         |
| Мария Кравченко     | София                              |
| Настасья Самбурская | Злата                              |
| Наталья Рудова      | Кристина                           |
| Мария Горбань       | Елена Могучева                     |
| Вадим Галыгин       | Вадим Павлович, управляющий отелем |
| Юлия Чеботникова    | амазонка                           |
| Игорь Чернявый      | Андрей, официант                   |
| Дмитрий Цыганов     | охранник                           |

## Съёмки
Съёмки фильма «Женщины против мужчин: Крымские каникулы» проходили в июле 2017 года в Крыму, в основном на территории отеля Mriya Resort & Spa 5 в Оползневом.

## Съёмочная группа
- Авторы сценария — Таир Мамедов, Сергей Нежданов и Леонид Марголин
- Режиссёр-постановщик — Леонид Марголин
- Оператор-постановщик — Тимофей Лобов
- Художник-постановщик — Давид Дадунашвили
- Композитор — Арташес Андреасян, Алексей Амусин
- Художник по костюмам — Гульнара Шахмилова
- Режиссёр монтажа — Георгий Исаакян
- Музыкальный продюсер — Арташес Андреасян

## Премьера на ТВ
Премьера фильма состоялась 14 апреля 2018 года на канале «ТНТ».

## Критика
Евгений Ухов (Фильм.ру):
«Вымученный сиквел непритязательной комедии о «радостях» любви и совместной жизни радует лишь второстепенными персонажами да скрытыми от взгляда массового зрителя «пасхалками»».

## Факты
- В одной из сцен фильма, разгневанная на проделки мужчин, героиня Марии Кравченко должна была выстрелить из гигантской рогатки арбузом, целясь в соперников. Для съемок этой сцены на съёмочную площадку пригнали целый грузовик арбузов.